# Youssef Sabri Abu Taleb
Youssef Sabri Abu Taleb (arabisch يوسف صبري أبو طالب, DMG Yūsuf Ṣabriy Abū Ṭālib; * 24. Mai 1929; † 30. September 2008) war ein ägyptischer General und Politiker.

## Leben
Taleb trat in jungen Jahren der Ägyptischen Armee bei, in der er bis zum Generaloberst aufstieg. Von April 1989 bis Mai 1991 war er als Nachfolger von Abd al-Halim Abu Ghazala Verteidigungsminister von Ägypten unter Präsident Husni Mubarak. Zuvor hatte er sechs Jahre lang das Amt des Gouverneurs im Gouvernement al-Qahira ausgeübt.